# تاريخ الثقافات الفرعية الغربية في القرن العشرين

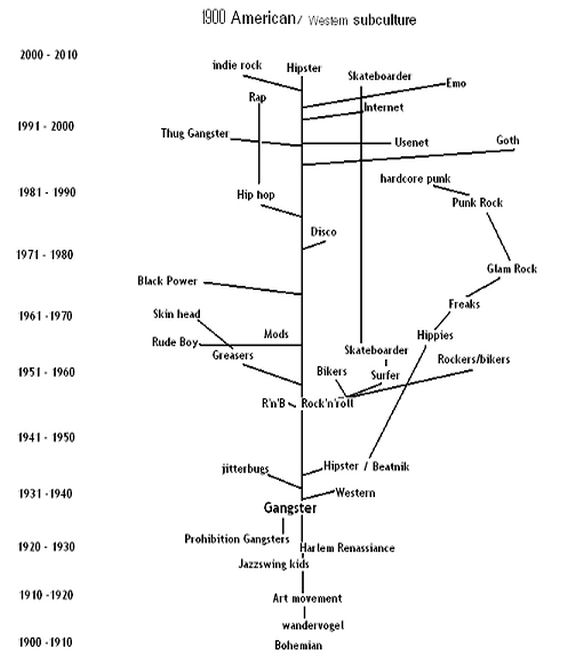
تاريخ الثقافة الفرعية الغربية في القرن العشرين

شهد القرن العشرون صعود وهبوط العديد من الثقافات الفرعية.

## الفترة من 1900 إلى الحرب العالمية الأولى
في أوائل القرن العشرين، كانت الثقافات الفرعية في معظمها عبارة عن تجمعات غير رسمية للأفراد ذوي التفكير المتشابه ونفس وجهات النظر أو نفس نمط الحياة. وكانت مجموعة بلومزبري في لندن أحد الأمثلة، حيث أتاحت مكانًا لإمكانية تفاعل العديد من المواهب مثل فيرجينيا وولف وليونارد وولف وجون ماينارد كينز وإي إم فوريستر. وكانت هناك ثقافات فرعية أخرى خلال فترة ما قبل الحرب العالمية الأولى عبارة عن تجمعات اجتماعية أصغر من أصحاب الهوايات أو مسألة النمط والفلسفة بين الفنانين وشعراء البوهيمية. وفي ألمانيا، منذ عام 1896 فصاعدًا، تطورت حركة من الشباب (وفي وقت لاحق الشابات) انصب تركيزها على الحرية والبيئات الطبيعية. وأردوا في الحركة التي سُميت Wandervogel (معناها «المتجولون» أو «المتسكعون» أو، بشكل أكثر دقة، «الطيور المهاجرة»)التخلص من القواعد الصارمة للمجتمع، وأن يكونوا أكثر انفتاحًا وميلاً للطبيعة. وتم افتتاح أول نادٍ منظم معروف خاص بالعراة، وهو فرايلشتيكبارك (Freilichtpark) (متنزه الضوء الحر)، بالقرب من مدينة هامبورغ، في ألمانيا عام 1903. وفي إيطاليا، دافعت حركة فنية شهيرة وفلسفة تُسمى المستقبلية عن التغيير والسرعة والعنف والآلات.

## الحرب العالمية الأولى
بعد انتهاء الحرب العالمية الأولى (1914–1918)، تغيرت قصات الشعر: كانت الخنادق في زمن الحرب تعج بالقمل والبراغيث، لذلك اضطر الجنود لحلق رؤوسهم. ونتيجة لذلك، كان الرجال ذوو الشعر القصير يتواجدون على الجبهة في الحرب، في حين أن الرجال ذوي الشعر الطويل ربما كان يُنظر إليها بأنهم سلميون وجبناء، ويُشتبه حتى في هروبهم من الخدمة العسكرية. وتمكن بعض الفنانين من تجنب الحرب من خلال الإقامة في دولة سويسرا المحايدة حتى انقضاء الحرب. وابتكرت مجموعة من الفنانين في مدينة زيوريخ الدادا كحركة فنية مناهضة للحرب ومناهضة للفنون، إلى جانب محاكاة ساخرة من المواقف المؤيدة للعنف الخاصة بحركة المستقبلية.

## عشرينيات وثلاثينيات القرن العشرين

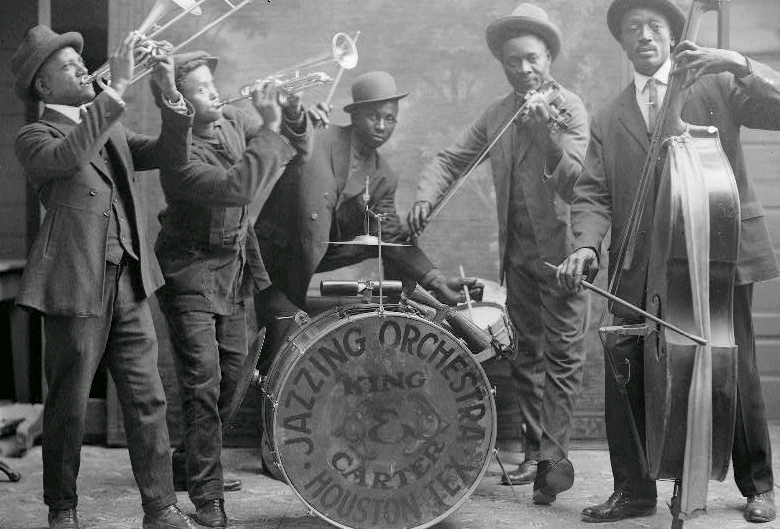
ظهرت موسيقى الجاز، التي كانت تقتصر في السابق على فقراء الأمريكيين من أصل إفريقي بشكل رئيسي، لتكون بمثابة الموسيقى السائدة في عشرينيات القرن الماضي.

وفي فترة العشرينيات، كانت موسيقى الجاز والسيارات في لب الثقافة الفرعية الأوروبية التي بدأت في كسر قواعد الذوق الاجتماعي والنظام الطبقي (انظر أيضًا سوينغ كيدز). وفي أمريكا، كانت نفس الثقافة الفرعية «للشباب المتوهج» «تنتشر بشكل متوحش» ولكن مع إضافة آثار منع الكحول. وقامت كندا بتطبيق الحظر في بعض المناطق، ولكن بالنسبة للجزء الأكبر، وجد الأمريكيون العطشى القادمون عبر الحدود واحة. كنتيجة لذلك، تصاعدت وتيرة التهريب وأصبحت عصابات الجرائم منظمة. في جنوب الولايات المتحدة، كانت المكسيك وكوبا معروفتين بشاربي الكحول. وبالتالي، نمت الثقافة الفرعية للشرب في الحجم ونمت معها الثقافة الفرعية للجريمة. وتم استخدام المخدرات كبدائل للكحول. وعندما انتهى الحظر، لم تختف الثقافة الفرعية للشراب والمخدرات وموسيقى الجاز ولم تختف أيضًا العصابات.
وحققت حركة العراة الألمانية انتشارًا كبيرًا في عشرينيات القرن العشرين، ولكن تم كبحها خلال الحقبة النازية عقب مجيء أدولف هيتلر إلى السلطة. وظهر العري الاجتماعي لأول مرة في شكل نواد ومخيمات خاصة في الولايات المتحدة في ثلاثينيات القرن الماضي. في كندا، ظهر العري الاجتماعي لأول مرة في كولومبيا البريطانية في عام 1939 تقريبًا وأونتاريو بعد تسع سنوات.
في عالم الفن، كانت السريالية تحاول صدم العالم بألعابها وسلوكها الغريب. وكان السيرياليون في وقت ما حركة فنية جادة ومحاكاة ساخرة من أشكال فنية وحركات سياسية أخرى. وقد تم تطوير السيريالية من قِبل أندريه بريتون وآخرين من حركة الدادا. واستنادًا إلى العديد من البلدان الأوروبية، تعرضت السيريالية للمصاعب عندما جاء النازيون إلى السلطة. وقد تم كبح جماح الثقافات الفرعية و«الفن الفاسق» تمامًا إلى حد ما بواسطة شباب هيتلر.
وفي أمريكا الشمالية، تسبب الكساد الكبير في انتشار البطالة والفقر انتشارًا واسعًا وترتب على ذلك شعور بالضيق وسط المراهقين الذين وجدوا نافذة للتعبير عن ذلك الضيق في عصابات الشباب في المناطق الحضرية المعروفة باسم «الأطفال الضائعون». وتم تحويل ظاهرة «الأطفال الضائعون» إلى رواية خيالية على المسرح وفي السينما، حيث باتت هذه الظاهرة صورة شعبية يمكن للناس التعرف عليها. وبرزت أفلام تسلط الضوء على الأطفال الضائعين وأطفال الجانب الشرقي والرجال قليلي القوة وما إلى ذلك، وأصبحت شائعة في الفترة من الثلاثينيات إلى الخمسينيات من القرن الماضي. كما وجد هذا النوع أيضًا نافذة لإظهاره في قصص الكتاب الكوميدي عن عصابات الأطفال الذي ألفه جاك كيربي وجون سيمون، بما في ذلك Boy Commandos وNewsboy Legion.
وأجبرت كارثة قصعة الغبار أعدادًا كبيرة من الأمريكيين في المناطق الريفية في ولاية أوكلاهوما وغيرها لنقل أسرهم بأكملها من أجل البقاء. وجرى وصفهم باسم "Okies" ولقوا معاملة سيئة من قِبل السلطات في ولايات أخرى. وتم تسجيل حالتهم كلاجئين في الأغاني الشعبية (بما في ذلك الكثير من أغاني وودي غوثري) وكذلك رواية جون شتاينبك التي تحمل العنوان The Grapes of Wrath (عناقيد الغضب) والفيلم الذي جسد هذه الرواية بطولة هنري فوندا.

## فترة أربعينيات القرن العشرين
فر فنانو الفن الطليعي مثل ماكس إرنست ومارسيل دوشامب ومارك شاغال من أوروبا عقب اندلاع الحرب العالمية الثانية. ووصل هؤلاء الفنانون إلى الولايات المتحدة، حيث تطورت ثقافة فرعية للسيريالية والفن التجريبي الطليعي في مدينة نيويورك لتصبح المركز الجديد لعالم الفن.
وظلت الأزياء الأمريكية موجهة نحو أنماط العصابات، حيث كانت العصابات تنجذب نحو ثقافات المهاجرين والثقافات العنصرية. في ولاية كاليفورنيا، طور الشباب الإسباني أزياء بذلة زوت المميزة مثل تلك الخاصة بـ الأرامل السوداء، وهن النساء اللاتي يرتدين ملابس سوداء. ويستخدم أصحاب بذلة زوت لغة انطوت على السجع ولغة pig Latin (المعروفة أيضًا باسم العامية المعكوسة (backslang)). وهذا النمط، الذي يُعرف جماعيًا باسم Swing (اللغة الإنجليزية العامية للأمريكيين من أصل إفريقي) أو Jive talk (انظر قاموس: Dictionary of Swing)، تضمن عناصر أمريكية من أصل إفريقي وكوبية ومكسيكية وعناصر من أمريكا الجنوبية، وكذلك وحدات تم إدخالها من قِبل سليم جيلارد (انظر "ماكفوتي أورني).
وقد تم الإعلان عن دخول الولايات المتحدة الأمريكية في الحرب العالمية الثانية من خلال إصدار تشريع جديد يجعل بذلات زوت غير قانونية نظرًا للحاجة إلى لباس إضافي. وفي يونيو 1943، اجتاح جنود أمريكيون متمركزون في لوس أنجلوس أحياء أمريكية مكسيكية وهجموا على الشباب الذين يرتدون البذلات وقاموا في كثير من الأحيان بتجريد هؤلاء الشباب من ملابسهم فيما أصبح يُعرف باسم إضرابات بذلات زوت. وكانت الاضطرابات في مدينة لوس أنجلوس جزءًا من ظاهرة اضطرابات منتشرة على مستوى البلاد في المناطق الحضرية ناشئة عن التوترات في زمن الحرب؛ الأمر الذي أدى إلى تفاقم التمييز العنصري القائم منذ فترة طويلة في أمريكا. وكانت اضطرابات بذلات زوت فريدة من نوعها من حيث إن أزياء الضحايا من الأمريكيين من أصل مكسيكي (وبعض الأمريكيين البيض والأمريكيين من أصل إفريقي) جعلتهم هدفًا للجنود البيض المتمركزين في المدينة، والكثير من هؤلاء الجنود كانوا من البلدات الجنوبية ذات السكان البيض.
وفي أوروبا، شهد تجار السوق السوداء ازدهارًا في إطار عملية التقنين. وتتوقف أنماط الملابس على ما يمكن شحذه أو الحصول عليه بوسيلة ما، ليست بالضرورة تكون قانونية؛ وكانت هناك قيود في كل مكان. وعندما وصل الأمريكيون إلى بريطانيا، أبرم تجار السوق السوداء (يُسمون رجالاً متورطين في أنشطة غير أخلاقية أو المتبطلون) صفقات مع الجنود بشأن الجوارب والشوكولاتة وما إلى ذلك. واستمرت الثقافة الفرعية بشكل حتمي في انطوائها على صورة الإجرام والشجاعة والجرأة والوسط المحيط والمقاومة وما إلى ذلك. وازدهرت السوق السوداء في تجارة المخدرات في كل مكان تقريبًا.
وبعد الحرب العالمية الثانية، انتشر الهوس ببذلات زوت في فرنسا في شكل شباب زازو. وفي الوقت نفسه، كان المثقفون في فرنسا يشكلون ثقافة فرعية وجودية حول جان بول سارتر وألبير كامو في ثقافة المقاهي في باريس.
وفي أمريكا خلال فترة ما بعد الحرب، بدأت الأغاني الشعبية وأغاني رعاة البقر (المعروفة أيضًا آنذاك باسم موسيقى هيلبيلي) تصبح أكثر شعبية مع ازدياد جمهورها. وقام جمهور الثقافة الفرعية لموسيقى الجاز الريفية والبلوز بخلط عناصر من موسيقى الجاز وموسيقى البلوز في أنماط الأغاني الشعبية وأغاني رعاة البقر التقليدية لإنتاج موسيقى كروس أوفر يطلق عليها اسم موسيقى سوينغ الغربية. وبفضل انتشار الراديو، انتشرت هذه الموسيقى في أنحاء الولايات المتحدة الأمريكية في أربعينيات القرن الماضي. وكان الراديو أول وسائل الإعلام الفورية تقريبًا مع تمتعه بالقدرة على خلق ثقافات فرعية كبيرة عن طريق نشر أفكار الثقافات الفرعية الصغيرة عبر منطقة واسعة.
وتشكلت البيبوب، وهي نمط جديد لموسيقى الجاز، من حركة التمرد على الأنماط اللحنية لموسيقى سوينغ؛ ومن بين العازفين البارزين ديزي غيليسبي وتشارلي باركر. وفي المقابل، أنتجت موسيقى البيبوب الثقافة الفرعية هيبستر وجيل البيت.
في عام 1947، قام جاك كيرواك برحلة ملحمية في أنحاء أمريكا، قام بوصفها لاحقًا في روايته على الطريق (On the Road). وفي نفس العام، كان هناك حادث شاركت فيه مجموعة دراجات نارية في هوليستر، كاليفورنيا ونشرت مجلة هاربر خبرًا حول هذا الحادث. في عام 1948، تم إنشاء نادي ملائك الجحيم (Hells Angels) في فونتانا، كاليفورنيا. وبدأ نادي «ملائكة الجحيم» كناد للدراجات النارية يبحث عن الإثارة في الأوقات المملة بعد نهاية الحرب، وأصبح سيئ السمعة مع مرور الوقت. وبدأت عصابات الدراجات النارية بشكل عام تتصدر عناوين الصحف. وفي عام 1953، صدر فيلم الإنسان الوحشي (The Wild One) بطولة مارلون براندو.

## فترة خمسينيات القرن الماضي
كان للوجوديين تأثير عميق على تطور الثقافات الفرعية. ونقل جان بول سارتر وألبير كامبو حملتهم السرية الخاصة بالمقاومة الفرنسية إلى سياق ثورة ثقافية وانضم للحركة مشهد البيت الأمريكي. وقد أثر التأكيد على حرية الفرد على جيل البيت في أمريكا وبريطانيا، واستمرت هذه النسخة من البوهيمية الوجودية في خمسينيات وستينيات القرن الماضي تحت ستار جيل البيت. وعادت اللحى والشعر الطويل في محاولة أخرى للعودة إلى صورة رجل زمن السلام والحياة الطبيعية التي كانت موجودة قبل الحربين العالميتين. في الوقت نفسه، وكنتيجة للازدهار الأمريكي خلال فترة ما بعد الحرب، ظهرت هوية جديدة للثقافة الفرعية الشبابية: المراهقون.
وتحولت موسيقى الجاز، من خلال ريذم آند بلوز إلى ثقافة روك آند رول. وهناك العديد من المرشحين المقترحين الذين يُعتبر سجلهم أول سجل روك آند رول. وفي نفس الوقت، استمرت ثقافة الجاز نفسها ولكنها تغيرت إلى شكل أكثر احترامًا، حيث إنها لم تعد ترتبط بالضرورة بالسلوك البري والإجرام.
ومنذ خمسينيات القرن الماضي فصاعدًا، شهد المجتمع زيادة في ثقافة عصابة الشوارع والتخريب العشوائي والكتابة على الجدران. وكانت لدى علماء الاجتماع وعلماء النفس ووالاختصاصيين الاجتماعيين والقضاة نظريات فيما يتعلق بأسباب الزيادة في المشكلات والمتاعب في المناطق الحضرية، غير أن الاتفاق العام في الآراء مال إلى أن البيئة الحضرية الحديثة تقدم كل الأضواء الساطعة والمزايا التي يتمتع بها العالم الحديث، ولكن في كثير من الأحيان تزود شباب الطبقة العاملة بالقليل في الواقع. وتم عمل محاكاة ساخرة من هذه النظرية وغيرها من النظريات الأخرى في قصة الجانب الغربي (استنادًا إلى مسرحية شكسبير روميو وجولييت) في كلمات أغانٍ مثل أغنية جت (Jet Song) وأمريكا (America) وجي، أوفيسر كرابك (Gee, Officer Krupke). وأدى الهلع الأخلاقي الذي يكتنف ظهور الثقافات الفرعية للمراهقين والارتفاع في حالات إجرام المراهقين إلى القيام بعدة محاولات للتحقيق في سلوك الشباب، مثلما قامت به اللجنة الفرعية في مجلس الشيوخ بشأن تقصير الشباب الصغير. وإحدى الثقافات الفرعية التي كانت قائمة على العنف في الشوارع هي جريسر، وهي ثقافة فرعية خاصة بالطبقة العاملة التي كانت جزءًا من الثقافة الفرعية لراكبي الدراجات النارية وأثرت فيها.
ومع وصول موسيقى الروك آند رول الأمريكية إلى المملكة المتحدة، نشأت ثقافة فرعية حولها. وبدأ بعض شباب الشوارع البريطانيين خلال فترة ما بعد الحرب، والذين كانوا يتسكعون حول مواقع التفجيرات في المناطق الحضرية وينجذبون إلى ارتكاب جرائم صغيرة، في ارتداء شكل من أشكال بذلات زوت يُسمى بذلة دريب، مع نمط ريفي يتمثل في ارتداء أربطة الأحذية إلى جانب أحذية وينكلبكر وبناطيل درينبايب وتسريحة الشعر المبتذلة على غرار إلفيس بريسلي. وهؤلاء الشباب كان يُطلق عليهم اسم تيدي بويز. ولقضاء ليلة للرقص في باليه للرقص، كانت صديقات الشباب عادة ما يرتدين نفس نوع جيبة بودل والأقمشة القطنية التي ترتديها أقرانهن في أمريكا. وفيما يتعلق باللباس اليومي، كان هناك اتجاه نحو ارتداء الفتيات بنطلونًا فضفاضًا أو جينز. وفي ذلك الوقت، كانت فكرة ارتداء الفتيات للسراويل وأخذ الفتيان وقتًا أطول في تسريحات الشعر تشكل صدمة اجتماعية للكثير من الأشخاص.
وانقسم الشباب البريطاني إلى فصائل. فكان هناك أطفال موسيقى الجاز الحديثة وأطفال موسيقى الجاز التقليدية ومراهقي موسيقى الروك آند رول والهوس بموسيقى سكيفل. وكانت المقاهي مكانًا للاجتماع لجميع أنواع الشباب، وقيل إن أروع هذه المقاهي كانت في سوهو، لندن.
وفي بريطانيا، كان الجانب السياسي لجيل البيت هو الحركة المناهضة للأسلحة النووية بقيادة حملة نزع السلاح النووي. وأصبحت مسيرات حظر القنابل ظاهرة اجتماعية بريطانية ناجحة.
وتمت محاكاة موسيقى المراهقين وثقافتهم الفرعية في مسرحية عام 1957 (وفيلم عام 1962)
الرجل الموسيقي (The Music Man)، لا سيما في أغنية "Ya Got Trouble".
وفي الولايات المتحدة وأستراليا، كان التزلج على الماء على غرار ما يحدث في هواوي هو رياضة الشباب الجديدة. وقد نمت ثقافة فرعية كاملة حول الرياضة والأطراف ذات الصلة والملابس وأنماط الخطاب والموسيقى المرتبطة بها. وخلال نفس الفترة الزمنية، تطورت ممارسة ركوب لوح التزلج كأسلوب حياة مواز لركوب الأمواج. واستمرت أشكال ركوب الألواح طوال الفترة المتبقية من القرن وخلال القرن التالي. ومن خلال هاتين الرياضتين، تعلم الشباب توفير البنية الاجتماعية الخاصة بهم التي يمكنهم خلالها عرض مهاراتهم وتميزهم.
وفي دولة الكونغو الحرة (المعروفة الآن باسم جمهورية الكونغو الديمقراطية)، ازدهرت ثقافة فرعية شبابية تُعرف باسم بيلز، وهي تتأثر بشكل رئيسي بالأفلام الغربية ورعاة البقر.
وفي هولندا، ظهرت مجموعتان شبابيتان في مدن كبرى مثل أمستردام وروتردام وأوترخت. وإحدى هاتين المجموعتين، تُسمى نوزيمس (Nozems)، وهي مشابهة للمجموعة البريطانية تيدز (British Teds) والأخرى تُسمى أرتيشتيلينجين (Artiestelingen)، وهي يمكن مقارنتها بالفنانين البوهيميين في فرنسا خلال فترة ما قبل الحرب العالمية. وقضى أعضاء مجموعة النوزيمس أوقاتهم في الاستماع لموسيقى الروك آند رول وقيادة الدراجات النارية عبر البلدات والتقرب من الفتيات، في حين أن أعضاء مجموعة أرتيشتيلينجين كانوا يناقشون الأمور الفلسفية والرسم والاستماع إلى موسيقى الجاز.

## ستينيات القرن العشرين
في ستينيات القرن العشرين، شهدت مجموعات البيتس (AKA البيتنيك) نموًا لتصبح ثقافة فرعية أكبر حجمًا وتنتشر في أنحاء العالم. وشملت الثقافات الفرعية الأخرى خلال ستينيات القرن الشعرين الراديكاليين والمود والروكر وراكبي الدراجات النارية والهيبيز والفريك سين. وكانت إحدى السمات الانتقالية الرئيسية بين البيت والهيبيز تكمن في رحلة ميري برانكسترز (Merry Pranksters) عبر الولايات المتحدة مع نيل كاسادي وكين كيسي، في حافلة مدرسية مطلية بشكل محفز للهلوسة تُسمى فيرزر. وفي الولايات المتحدة، كان العام الأبرز للهيبيين هو 1967، الذي يُعرف باسم صيف الحب.
ونشأت ثقافة رود بوي في الأحياء الشعبية في جامايكا، بالتزامن مع ارتفاع شعبية موسيقى روكستيدي واحتفالات دانسهول والرقصات الخاصة بالأنظمة الموسيقية. وكان شباب الرود بوي يرتدون أحدث الموضات، وكان العديد منهم متورطًا في عصابات وأعمال عنف. ثم انتشرت هذه الثقافة الفرعية في المملكة المتحدة وغيرها من البلدان الأخرى.
وبدأت الثقافة الفرعية الخاصة بالموضة والحداثة (mod) بمجموعات قليلة من المراهقين في لندن، إنجلترا في أواخر خمسينيات القرن العشرين، ولكنها كانت في أوج شعبيتها خلال أوائل ستينيات القرن ذاته. وكان شباب الموضة مهووسًا بموضة الأزياء الجديدة مثل البذلات الممشوقة؛ وأنماط الموسيقى مثل موسيقى الجاز الحديثة والريزم والبلوز وسول وسكا وبعض موسيقى البيت. وكان الكثير من هؤلاء يركبون الدراجات البخارية.
وأثرت ثقافة الموضة وثقافة الرود بوي في الثقافة الفرعية المعروفة باسم الهمجية أو الفوضوية، والتي ظهرت في أواخر ستينيات القرن العشرين. وكان الفوضويون نسخة أكثر صعوبة من ثقافة أصحاب الموضة، والذين كانوا يرتدون ملابس مميزة وفضلوا موسيقى سكا وروكستيدي وسول وموسيقى الريغي في شكلها المبكر.
ونشأت ثقافة الديسكو في ستينيات القرن العشرين مع وجود مراقص مثل Whiskey A Go Go وStudio 54.
في كثير من الأحيان، كانت الثقافات الفرعية تستند إلى التنشئة الاجتماعية والسلوك الشاذ، ولكن بعضها تركز حول السياسة. وفي الولايات المتحدة، تضمنت هذه الثقافات النمور السود وأعضاء حركة الهيبيز. وشارك ألين جينسبيرج في الكثير من الحركات الاحتجاجية، بما في ذلك الحركات الاحتجاجية للمناداة بحقوق مثليي الجنس، وتلك المناهضة لحرب فيتنام والأسلحة النووية. في باريس، فرنسا في مايو 1968، كانت هناك انتفاضة لطلاب الجامعة، مدعومة من قِبل جان بول سارتر و121 شخصية أخرى من الشخصيات المثقفة، والذين وقعوا على بيان يؤكد على «حق العصيان». ودفعت الانتفاضة البلاد إلى طريق مسدود، وجعلت الحكومة تدعو إلى انتخابات عامة بدلاً من التعرض لخطر الإطاحة بها من السلطة.
وبدأت ثقافة الهاكر تتشكل في ستينيات القرن العشرين، بسبب الاستخدام المتزايد لأجهزة الكمبيوتر في الكليات والجامعات. وقد بدأ الطلاب الذين كانوا مفتونين بالاستخدامات الممكنة لأجهزة الكمبيوتر والتكنولوجيات الأخرى في استيعاب السبل التي تجعل التكنولوجيا في المتناول بحرية أكثر. وتعود بدايات الحركة الدولية لمناهضة الفنون فلوكساس إلى الستينيات أيضًا، حيث تطورت من ثقافة البيت.

## سبعينيات القرن العشرين
في سبعينيات القرن العشرين، كانت الثقافتان الفرعيتان المتمثلتان في الموضة (مود) والروكر تشهدان تحولاً، وقد أخذتا بشكل مؤقت اسم الفريكس (freaks) (احتضان صورة الشذوذ صراحة). وتمازج الوعي المتنامي بسياسات الهوية مع تشريع المثلية الجنسية وقدر كبير من الاهتمام بالخيال العلمي وأشكال الخيال الخاصة بالكتابة التأملية، وهو ما ساهم في إنتاج مشهد النزوات والاستثناءات. والفرق الموسيقية التي عملت في إطار ثقافة النزوات والاستثناءات (الفريك) روجت لنمط حياة مجتمعي مناهض للرأسمالية. وأقامت فرق فريك مثل فرقة إدغار بروتون باند أو بينك فيريز حفلات في المهرجانات المجانية، رافضة بذلك الأماكن السائدة. وقد تمثلت ثقافة الموسيقى/الموضة الفرعية التي أصبحت بديلاً تجاريًا لثقافة الفريك في جلام روك. وكانت استمرارًا للتوجهات العصرية لثقافة الموضة في فترة الستينيات، وجذابة لتوجه الخنوثة في السبعينيات.
وفي مرحلة ما، قبل البعض في ثقافة الهاكر/الكمبيوتر الكلمة الازدرائية مهووس بفخر، كما فعل أصحاب ثقافة الفريك. وكان استخدام الكمبيوتر لا يزال عالمًا سريًا لا يمكن الوصول إليه بالنسبة لمعظم الناس في تلك الأيام، غير أن الكثير من الأشخاص كانوا مهتمين بأجهزة الكمبيوتر بسبب ظهورها في الخيال العلمي. وكان حلم امتلاك جهاز كمبيوتر في يوم ما خيالاً شائعًا بين المولعين بالخيال العلمي، الذين ترعرعوا في ظل ثقافة فرعية بسيطة خلال النصف الأول من القرن العشرين، ليصبحوا بعد ذلك قوة كبيرة في أواخر سبعينيات القرن العشرين جنبًا إلى جنب مع المولعين بالرعب والمولعين بالكوميديا والمولعين بالخيال.
واستمرت ثقافة الفوضويين الفرعية من أواخر ستينيات القرن العشرين إلى سبعينيات القرن ذاته، وأصبح بعض الفوضويين متأثرين بثقافة البانك الفرعية. كما أصبح الفوضويون مرتبطين بثقافة Oi!، وبعضهم أصبح مشاركًا في سياسة اليمين المتطرف وأصَّلوا لمشهد الفوضويين ذوي القوة البيضاء (على الرغم من الحقيقة المتمثلة في أن الفوضويين الأصليين في الستينيات كانوا متأثرين بالثقافة السوداء).
وأصبح الديسكو، الذي بدأ في نوادي الرقص الخاصة بمثليي الجنس، منتشرًا بشكل كبير منذ عام 1975 تقريبًا فصاعدًا. وفي بعض القطاعات، لا سيما في منطقة مدينة نيويورك، حيث «طغت» ثقافة الديسكو على ما يبدو على جميع جوانب حياة الشباب، نشأت حركة عدوانية مناهضة للديسكو. وحثت المحطات الإذاعية الخاصة بموسيقى الروك التي تُبث في منطقة نيويورك، مثل WPLJ وWPIX، مستمعيها على تدمير تسجيلات الديسكو واحتضان موسيقى الروك آند رول. وموسيقيًا وغنائيًا، كانت ثقافة بانك روك النقيض المتعمد لمشهد الديسكو ونوع الروك التدريجي وثقافة الهيبيين. وعزف متبنو ثقافية البانك الأوائل أغاني روك آند رول، التي كانت تتسم بكونها سريعة الوتيرة وعدائية.
ونظرًا لأن ثقافة البانك كانت تتصاعد نحو الهيمنة، فإن بعض عناصر ثقافة الروك المتحرر تعاملوا مع ذلك على أنه بمثابة تحدٍ، لتكون أكثر صرامة وحدة وسرعة من البانك. واحتفظوا بالشعر الطويل الذي تتمتع به عناصر الفريك واعتمدوا السترة الجلدية السوداء كزي موحد وأخذوا اسمموسيقى الميتال الثقيلة (وهي عبارة مأخوذة من كتابات ويليام إس بوروز.
في عام 1976، وصلت الأغنية الناجحة «كونفوي (Convoy)» للمغني سي دابليو ماكول إلى خرائط البوب وتحويل الثقافة الفرعية تراكر وراديو سي بي إلى ثقافة رومانسية. وفي عام 1978، كانت الأغنية مصدر إلهام لفيلم «كونفوي» من إخراج سام بيكينباه، وبطولة كريس كريستوفرسون وعلي ماكجرو وإرنست بورنين وبيرت يونغ. وأصبحت كلمة «كونفوي» واقتباسات من كلمات الأغنية جزءًا من صورة ثقافية شعبية لأشخاص يدافعون عن حريتهم. وتدريجيًا، منذ الستينيات والسبعينيات ووصولاً إلى الثمانينيات من القرن العشرين، فإن التأثيرات الثقافية لميري برانكسترز ومشهد الفريك وحركة العصر الجديد وفكرة كونفوي اندمجت على ما يبدو فيما أصبح يُعرف باسم المسافرون عبر العصر الجديد.
وطور مشهد البانك الأناركي، الذي بدأ عام 1976 تقريبًا، في المملكة المتحدة الفرقة الموسيقية كراس وغيرها من الفرق ذات الصلة، بما في ذلك ذي بويزن جيرلز (The Poison Girls). كانت مصنفات تسجيلات كراس (Crass Records) عملية مستقلة، وهو ما أتاح للفرق الموسيقية ذات الصوت الخام للغاية إزالة التسجيلات عندما لا تكون المصنفات الرئيسية قد تأثرت بها. كما نظمت مجموعة كراس حفلات موسيقية في أنحاء البلاد لنفسها ولغيرها من الفرق الموسيقية الأخرى، وأطلقت حملات سياسية لصالح حركة مناهضة الأسلحة النووية وغيرها من الأسباب الأخرى.
وظهر أصحاب حركة الموضة مرة أخرى في أواخر السبعينيات من القرن العشرين على هيئة إحياء حركة الموضة لما بعد البانك، مستوحاة من ذي جام والسينما البريطانية كوادروفينيا.
في عام 1979، تم إنشاء شبكة يوزنت كوسيلة للتواصل عبر شبكة الإنترنت، والتي كانت لا تزال بدائية جدًا في ذلك الوقت. وأصبحت الثقافة الفرعية الخاصة بشبكة يوزنت ونظام لوحة النشرات (BBS) تمثل أهمية بشكل متزايد خلال العقود القليلة التالية.

كذلك في عام 1979، بدأ بابا ويمبا، نجم الرومبا في زئير/جمهورية الكونغو الديمقراطية في إفريقيا، في تقلد دور قائد Sapeur ("Société des Ambianceurs et des Personnes d'Élégance"، واختصارها "SAPE")، والتي قام بالترويج لها كحركة شبابية. وتأثرت موسيقى بابا ويمبا بنجوم الرومبا السابقين في زئير (مثل بابا ويندو) وكذلك تأثرت بزياراته إلى أوروبا وبظهور جيمس براون في كتاب دندنة في الغابة (Rumble in the Jungle). يقول ويمبا:

عززت فرقة Sapeur معايير عالية للنظافة الشخصية والصحة العامة وأناقة اللباس لجيل كامل من الشباب في جميع أنحاء زئير. عندما أقول عبارات مهندم وحسن الحلاقة وحسن العطر، فهذه هي اللياقة التي أصر على وجودها بين الشباب. إنني لا أهتم بتعليمهم، حيث إن التعليم يأتي دائمًا في المقام الأول في الأسرة.

## ثمانينيات القرن العشرين
في بداية ثمانينيات القرن العشرين، أُصيب بعض أتباع ثقافة بانك روك بالملل منها وأرادوا أن يجعلوها أكثر عصرية، ومن ثم إدخال عناصر فاتنة إليها. وبحلول عام 1981، أدى هذا التوجه إلى تطوير الرومانسيين الجدد (New Romantics)، وهي مجموعة كانت الموسيقى المفضلة لها هي البوب الكهربائية التي تصدر باستخدام جهاز توليف الصوت في الموسيقى. ومال الرومانسيون الجدد إلى حب المخيمات والاستبصار، وكانت هناك هواجس خنثوية تجاه هذه الثقافة الفرعية، بغض النظر عن الميل الجنسي للفرد. وأظهرت أنماط الملابس العودة لدور مشهد الفريك من العصور السابقة أو الأدوار المستقبلية المتخيلة من أجل استخدام الأزياء لإنشاء حقبة زمنية. ووفقًا للصحافة الموسيقية في ذلك الوقت، ميز الرومانسيون الجدد أنفسهم باستخدام عدد من المصطلحات البديلة بما في ذلك «المستقبليون» و«الجماعة التي لا اسم لها».
وقام أتباع آخرون للثقافة الفرعية البانك روك بقيادة هذا النوع وتلك الثقافة إلى آفاق أبعد، حيث تطورت إلى نوع ثقافي أكثر سرعة وأكثر صلابة وهو ما يُعرف باسم البانك الفاضح. وبجانب هذا المشهد الثقافي الفاضح، ظهرت الثقافة الفرعية المعروفة باسم الحافة المستقيمة (straight edge). والحافة المستقيمة هي نمط حياة يدعو إلى الامتناع عما له علاقة بالتبغ والكحول وتعاطي المخدرات (لا سيما تعاطي المخدرات المنشطة)، وبالنسبة لبعض الناس، عما له علاقة بالسلوك الجنسي المنحل.
وقام أتباع آخرون لثقافة البانك بالبحث عن اتجاه جديد عام 1979 تقريبًا، وهو ما أدى في نهاية المطاف إلى التطور إلى نواة لما أصبح يُعرف باسم الثقافة الفرعية الهمجية (goth subculture). والهمجيون يمثلون ثقافة فرعية لذوي الملابس السوداء وأصحاب الرومانسية القاتمة. وعلى عكس الرومانسيين الجدد، استمر الهمجيون في القرن الحادي والعشرين. وفي المملكة المتحدة، وصل الهمجيون إلى ذروة شعبيتهم في أواخر الثمانينيات من القرن العشرين.
في البيئات الحضرية الأمريكية، كان هناك شكل من أشكال ثقافة الشوارع التي تستخدم الشعر الحر والشعر شبه المتقطع، جنبًا إلى جنب مع البريك دانس الرياضي، الذي كان يتطور على شكل ثقافة الهيب هوب وموسيقى الراب. في المصطلحات الخاصة بموسيقى الجاز، حملت دائمًا كلمة راب معاني الخطاب والمحادثة. والمعنى الجديد دل على تغير في حالة الشعر من الشكل الفني النخبوي إلى الرياضة المجتمعية. ويحاول مغنو الراب التفوق على بعضهم البعض باستخدام قوافي ماهرة. وتُعرف موسيقى الراب أيضًا باسم MCing، التي تُعتبر أحد العناصر الرئيسية الأربعة لموسيقى الهيب هوب: ودي جيing وفن الغرافيتي والبريك دانس. ومن أوائل الثمانينيات وحتى منتصفها، استحوذت ثقافة الشعر بالمعنى الأوسع نطاقًا على نفس النوع من الطاقة كما هو الحال بالنسبة لموسيقى الراب وهكذا بدأت حفلات إلقاء الشعر. واصبحت حفلات إلقاء الشعر بؤرة اهتمام غير منتظمة لأحدث موجة من هواة الشعر.
في عام 1985، تم تعطيل مهرجان ستونهنج الحر بسبب تواجد شرطي هائل لمحاولة منع المهرجان وتفريق قافلة السلام. وكانت معركة بينفيلد أكبر عملية اعتقال مدني في التاريخ الإنجليزي.
وبدأت الأحزاب الحرة والحماسيون من منتصف الثمانينيات وأصبحوا ثقافة فرعية مزدهرة. والموسيقى التي تم احتضانها من قِبل هذه الثقافة الفرعية كانت موسيقى الرقص الإلكترونية التي تطورت من تكنو وكانت رائدة في ديترويت وشيكاغو من قِبل شخصيات مثل خوان أتكينز وديريك ماي وكيفين ساوندرسون، وكذلك الموسيقى الإلكترونية التي كان من روادها كارلهاينز شتوكهاوزن وجون كيدج وآخرون، وتم العمل بها من قِبل فرق الروك التدريجية مثل هوكويند، وتمت فلترتها من خلال أصوات فرق دوب-ريغي وفرق البوب الإلكترونية مثل كرافتفرك وديبيش مود، وتم إعطاؤها منحنى مختلفًا عبر فن الضوضاء وموسيقى الهيب هوب المبكرة وسايكديليا. وباقتراب نهاية الثمانينيات، تنوعت ثقافة الحماسيين لتأخذ أشكالاً مختلفة من الموسيقى مثل أسيد هاوس وأسيد جاز، ومن المرجح أن تستمر في التنوع في تسعينيات القرن العشرين. وازدهرت ثقافة الحماسيين من منتصف ثمانينيات القرن العشرين وحتى نهاية القرن العشرين وما بعده.
وقد طورت ثقافة شبكة يوزنت والثقافة الفرعية لنظام لوحة النشرات (BBS) عنصرًا يُسمى الثقافة الفرعية سلاش دوت، التي انطوت على أشكال الإتيكيت وأنماط السلوك الاجتماعية والمناهضة للمجتمع الخاص بها وظاهرة التصيد والرسائل غير المرغوب فيها والسباب وما إلى ذلك. كما تأثرت الثقافة الفرعية الخاصة بالكمبيوتر بالثقافات الفرعية الخيالية في أدب السايبربانك.

## تسعينيات القرن العشرين
تم استخدام مصطلح الجيل X أو Gen X، الذي حظي بشعبية من خلال رواية الكاتب دوغلاس كوبلاند الجيل X: حكايات للثقافة المتسارعة (Generation X: Tales for an Accelerated Culture)، لوصف الجيل الذي تلى جيل طفرة المواليد، أو أولئك الذين بلغوا مرحلة البلوغ في أواخر ثمانينيات القرن العشرين وأوائل تسعينيات القرن العشرين. وفي المملكة المتحدة، صعد مشهد البريت بوب (البوب البريطانية) في التسعينيات متأثرًا بعناصر الموضة التي ظهرت في ستينيات القرن الماضي، وإعادة إحياء محبي الموضة في السبعينيات والثمانينيات من القرن العشرين وموسيقى الروك البريطانية وغيرها من أنماط الثقافات الفرعية الأخرى. وكان أحد التطورات التكنولوجية الرئيسية لفترة التسعينيات من القرن العشرين يكمن في الشبكة العنكبوتية الدولية. واستنادًا إلى البنية الأساسية الأقدم لشبكة الإنترنت، أتاحت الشبكة العنكبوتية نمو الثقافات الفرعية الصغيرة في مجتمعات الإنترنت العالمية الكبيرة. وأصبحت مجتمعات الألعاب عبر الإنترنت والمنتديات وغرف الدردشة ومقاهي الإنترنت ذات شعبية. وشهدت تشعينيات القرن العشرين صعود الحركة المناهضة للعولمة. وكان هذا الصعود استجابة للتأثير المتزايد للعولمة والرأسمالية العالمية. ورافقت الحركة الاحتجاجية المناهضة للعولمة حركة التجارة العادلة.

## بداية القرن الحادي والعشرين
تمت تسميت الجيل Y أو «صدى جيل الطفرة السكانية» (في إشارة إلى حقيقة أن العديد من الآباء والأمهات في هذا الجيل انتموا إلى جيل الطفرة السكانية في المواليد) نسبة إلى جيل X، وقد تألف من الأفراد الذين بلغوا سن المراهقة خلال العقد الأول من القرن الحادي والعشرين.
للاطلاع على الوضع المهيمن الحالي لثقافة الميتا، انظر هيبستر (ثقافة فرعية معاصرة).